# Solhälsningen

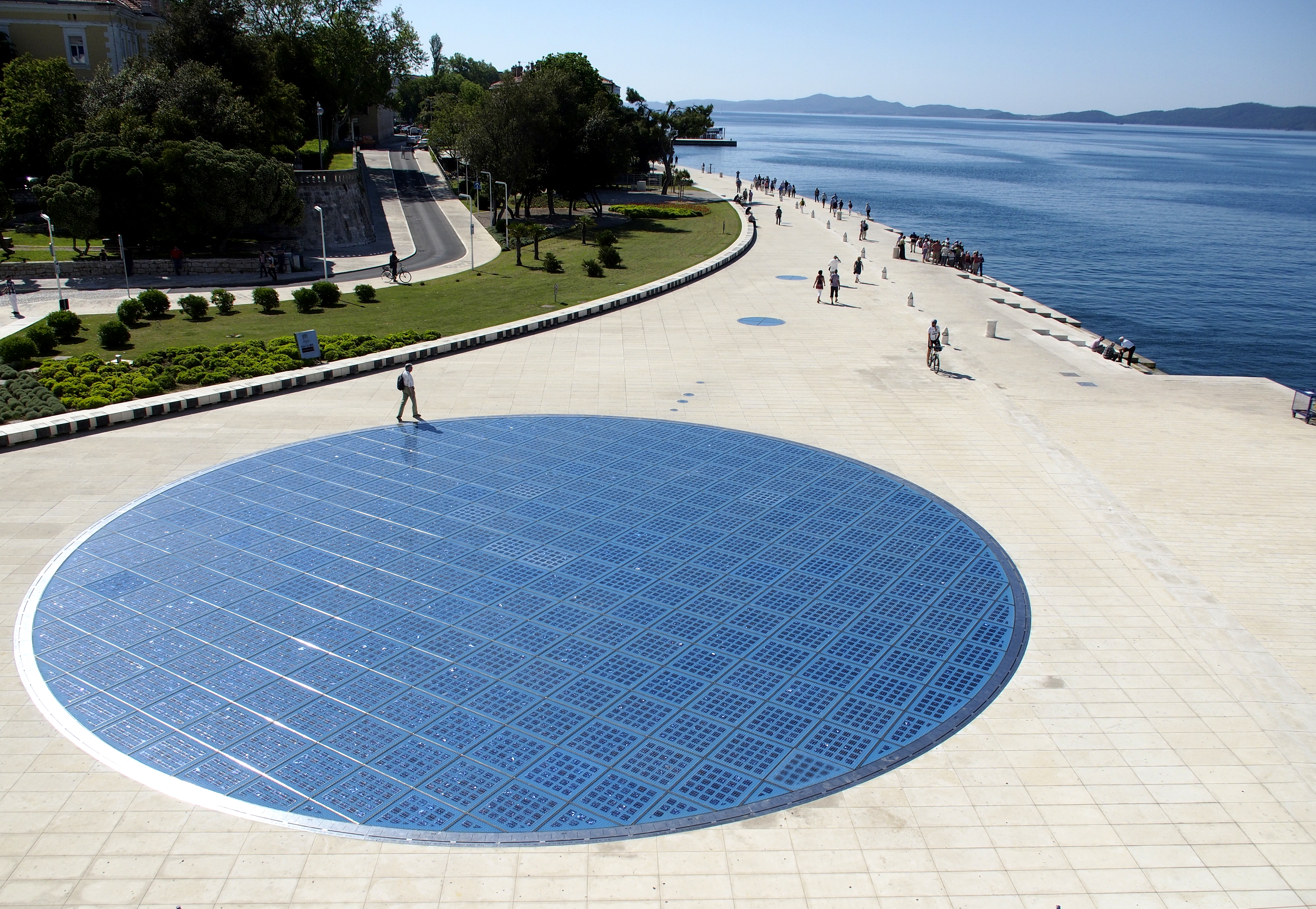
Solhälsningen år 2012.

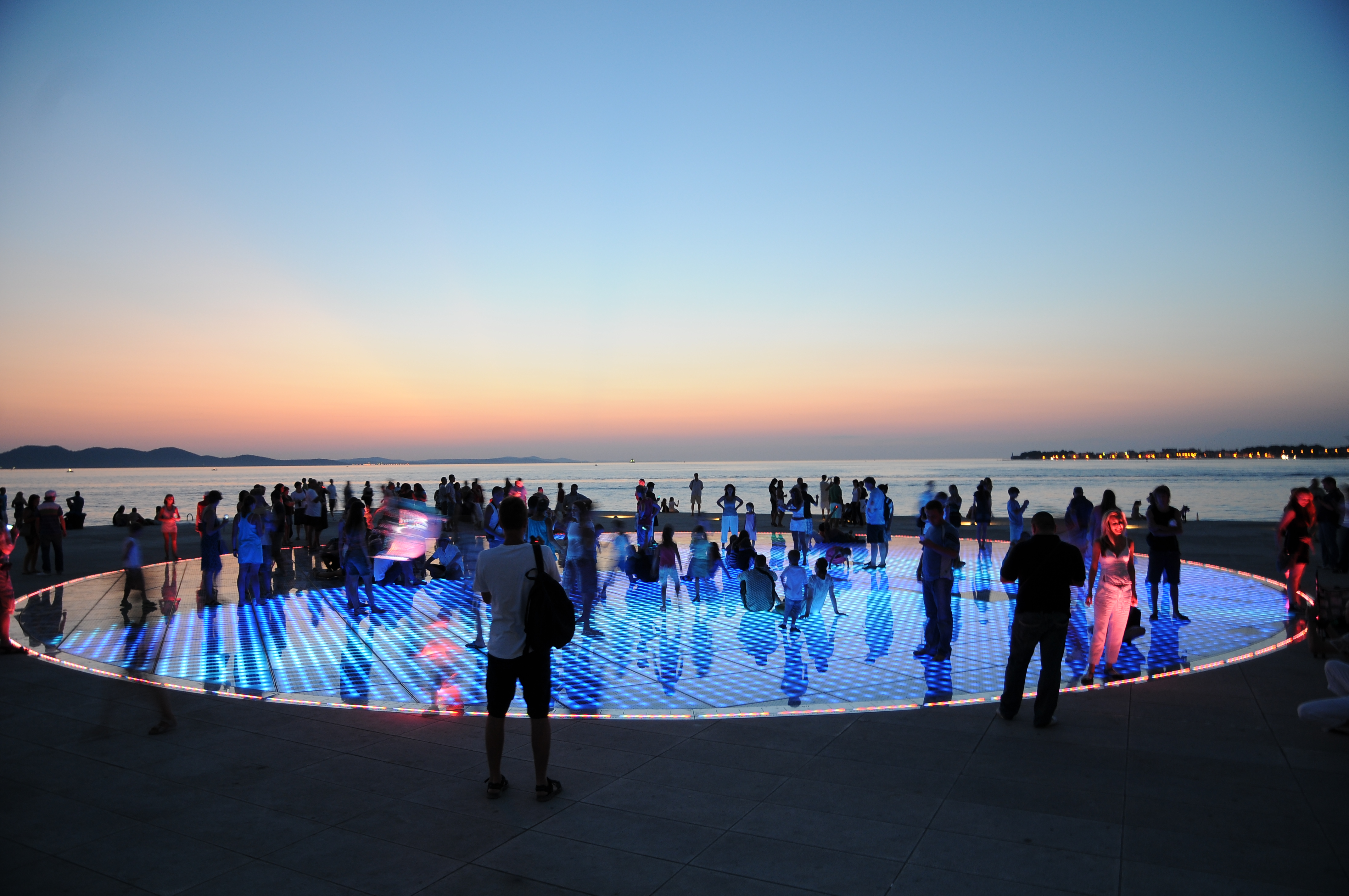
Solhälsningen i solnedgång år 2012.

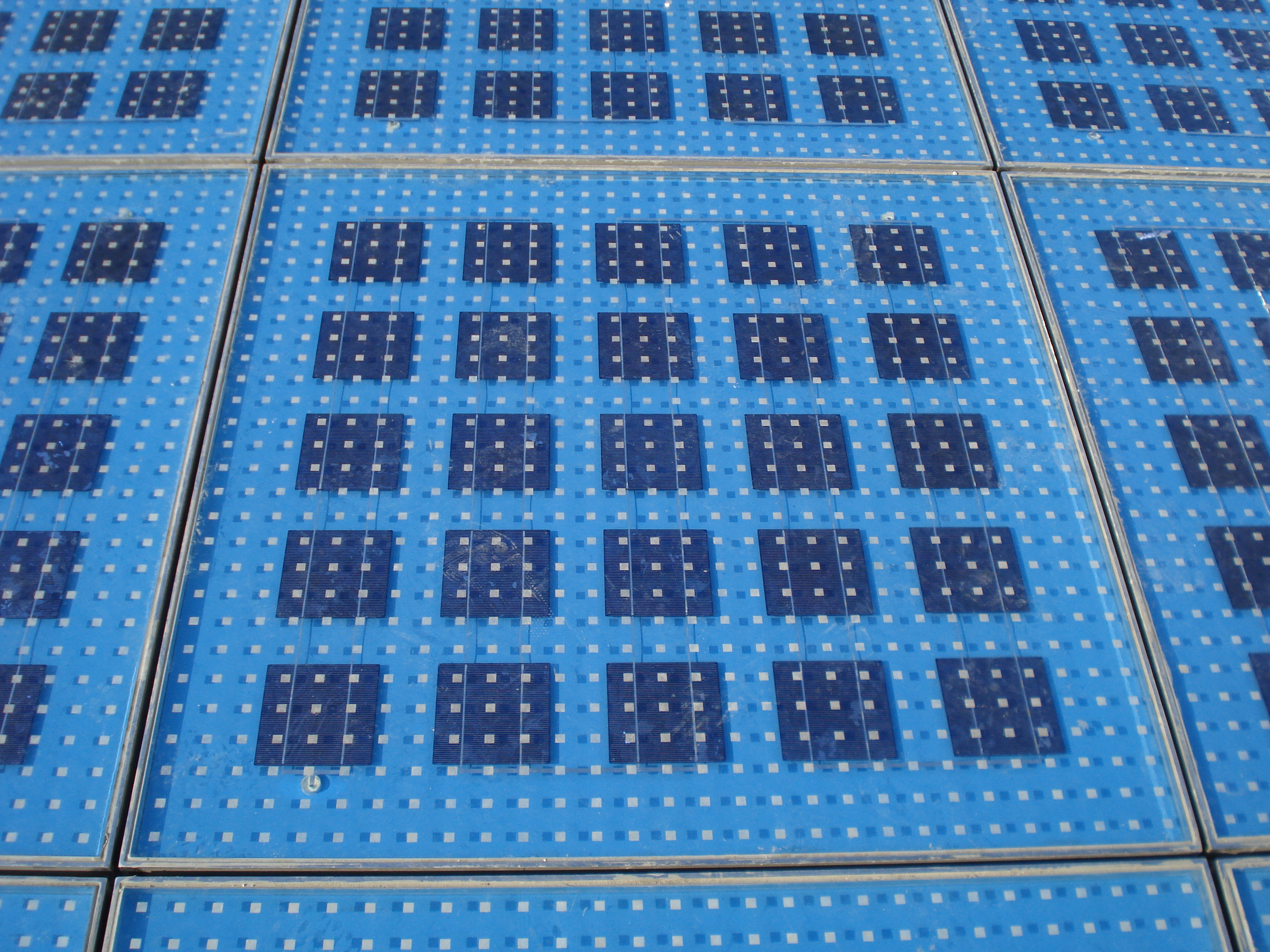
Detaljbild på installationens solceller år 2008.

Solhälsningen eller Hälsning till Solen (kroatiska: Pozdrav Suncu) är en arkitektonisk konstinstallation i Zadar i Kroatien. Den är ett verk av Nikola Bašić och är belägen i den nordvästra delen av Gamla stan, vid Zadars hamn och vid Havsorgelns omedelbara närhet. Solhälsningen är sedan tillkomsten år 2008 en av Zadars turistattraktioner.

## Beskrivning
Solhälsningen består av trehundra flerskiktiga glasplattor placerade på samma nivå med den stenbelagda hamnen. I glasplattorna finns solpaneler som under dagen absorberar solljus som omvandlas till energi och som vid mörkrets inbrott återges som ljus.
Installationen föreställer solsystemet och den centrala delen av objektet utgörs av en cirkel som har en diameter på 22 meter och föreställer solen. Solen och planeternas storlek (men inte avståndet dem emellan) är proportionellt. 
I den förkromade ramen kring solen är flera helgonnamn ingraverade. På Zadar-halvön finns det eller har tidigare funnits kyrkor som varit tillägnade och uppkallade efter dessa helgon.      